# Потішні війська

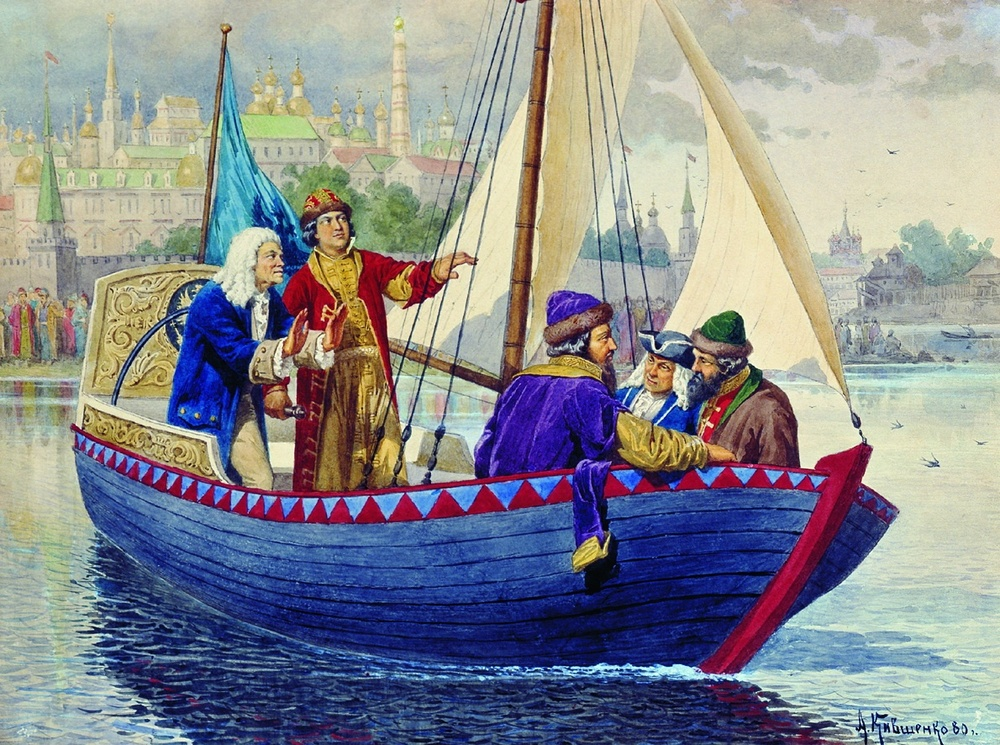
Олексій Кившенко, «Петро Перший управляє паруснм ботиком.», 1 січня 1864 року.

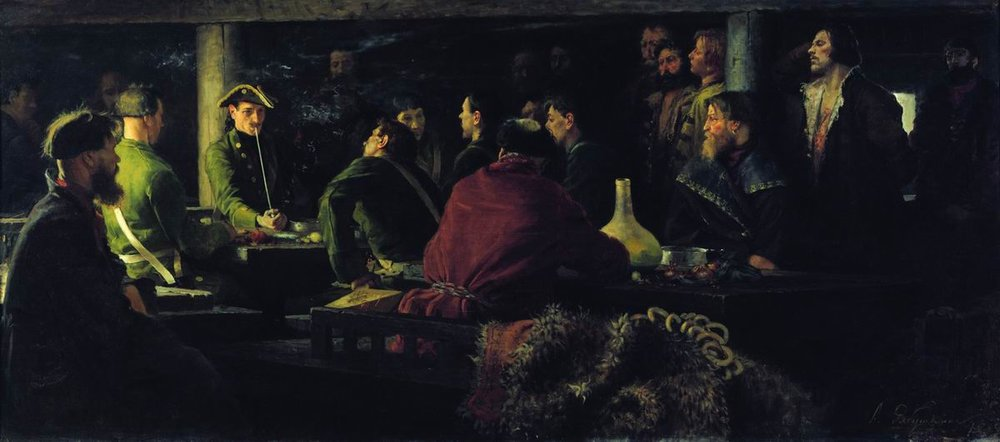
А. П. Рябушкін «Потішні Петра I у кружалі». 1892

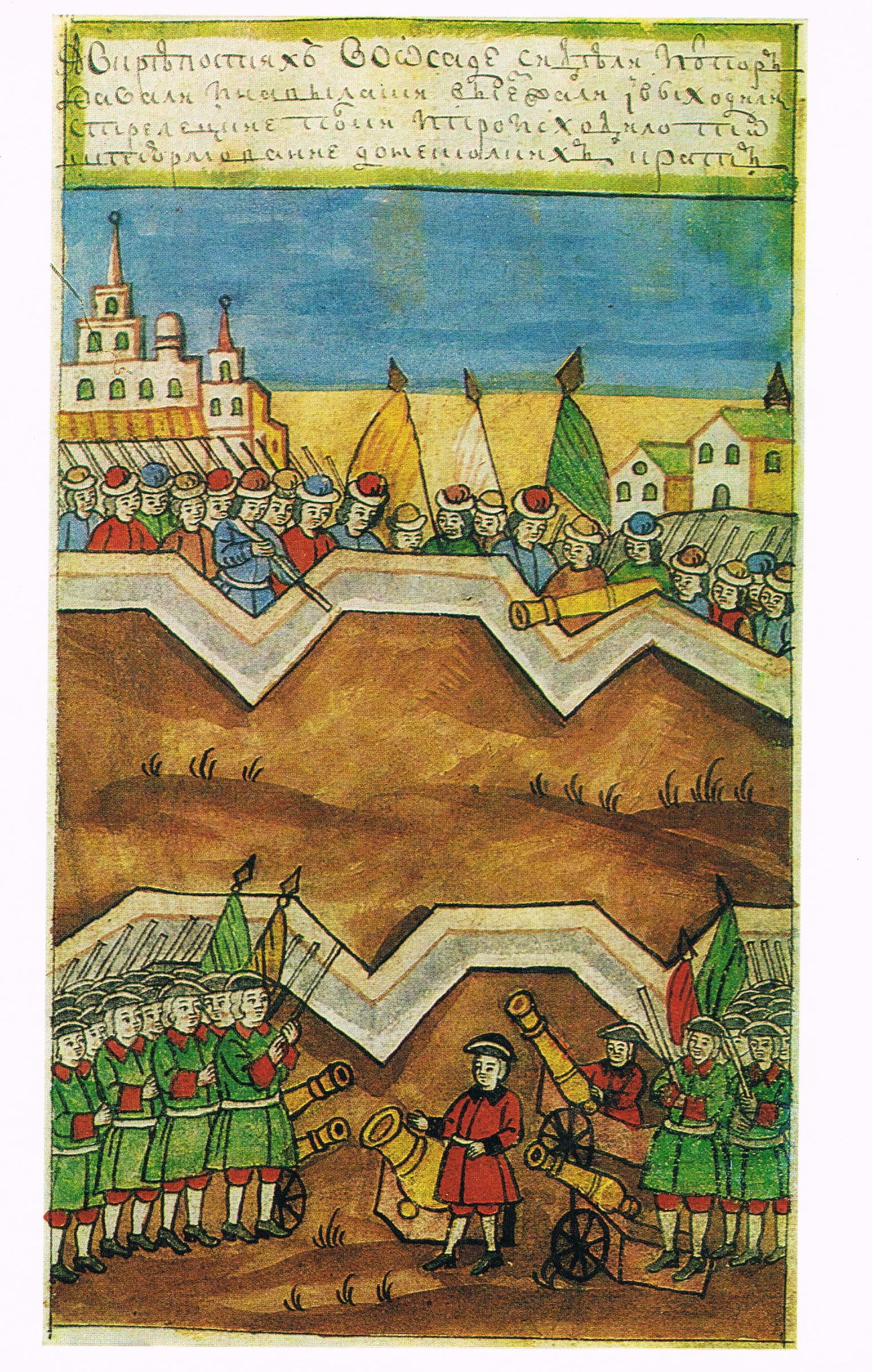
Мініатюра з рукопису 1-й половини XVIII віку «Історія Петра I», оп. П. Крекшина. Збірка А. Барятинского. ГИМ. «Воєнні навчання у села Коломенське і села Кожухово.», Потішні знизу.

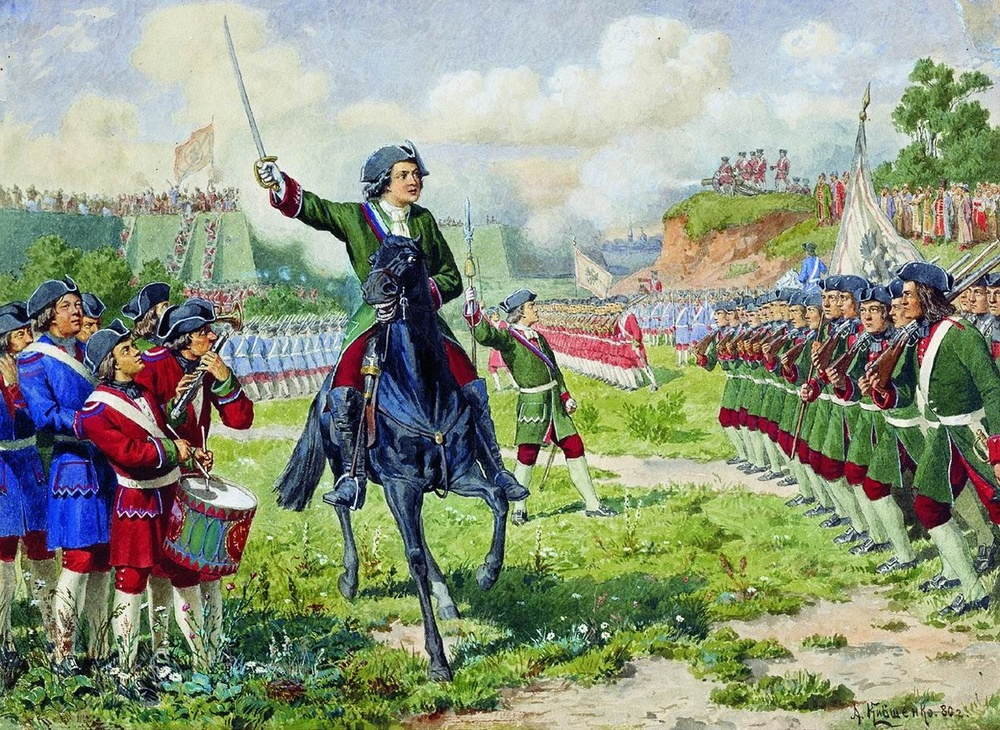
Олексій Кившенко, «Воєнні ігри потішних військ Петра I під селом Кожухово.» 1882 рік.

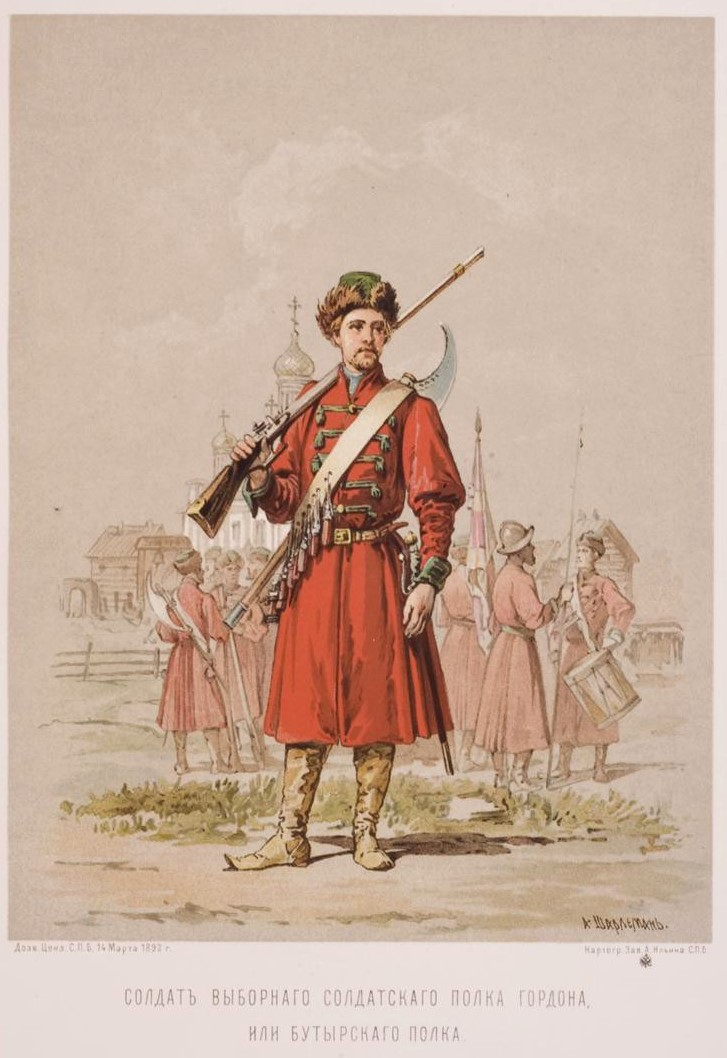
Солдат 2-го Московського виборного полку (Бутирського полку).

Потішні війська́, Потішні полки або Потішні  — особливе формування військ і сил для вишколу, і виховання солдатів "армії нового устрою" і їхніх командирів з підданних Московського царство, створене царевичем Петром Олексійовичем.
Потішні війська́ виникли з так називаємого полку Петра, котрий був сформований царем Олексієм Михайловичем і названий ім'ям його полкового командира — полковника для придання іграм майбутнього імператора більш правильного характеру, так як цар помічав у своєму бойкому, рухомому енергічному синові особливий потяг до воєнної справи. Полк Петра був одягнений у зелені мундири, мав стяги, рушниці і був забезпечений різними полковими речами. Сам царевич був призначений полковим командиром — полковником, у відповідності з цим йому рапортовали по всім потребам полку, від нього ж вимагали і розпоряджень. Государ особисто спостерігав за наказами чотирирічного полководця і керував його діями. Для потішного полку був збудований невелике фортифікаційне місто, яке сам Петро називав "Стольний град Пресбург".
Назва «потішні» визначалось місцем їхньої дислокації, бо стояли вони у царських потішних селах.
Сучасники не залишили ніяких нотаток про першопочатковий устрій «потішних»; відомо тільки, що спершу їх кількість не перевищувала 50, кількість швидко збільшувалась, через це з'явилась недостача приміщень в царському селі Преображенське, частина військ була переведена в царське село Семенівське

## Історія
З 1682 біля Московського кремля була особлива потішна площа.
В 1684 році в селі Преображенське була побудована фортеця "Пресбург". Ця фортеця стала місцем тренування штурму і маневру. Кожне літо Петро розігрував приблизні облоги та атаки на фортецю. В 1686 Петро у 14-річному віці захопився артилерією. Саме тому було доставлено 16 гармат, а також з'явились потішні пушкарі.
В 1692 з Потішних полків був сформований 3-ий Московський полк під командуванням генерал-майора А.М. Головіна.
- Воєнно-навчальні вправи під керуванням іноземців на Московській службі завершилися Кожуховскими маневрами у 1694 році. А далі були сутички, бої і битви — основи Російської армії нового типу.

## Погляди Петра I на воєнну освіту
У ці роки почали складатись погляди Петра I на воєнну освіту. 
А. М. Назаров пише, що метою була підготовка майбутніх вояків і воєноначальників, для яких «служба не була би тяжким постним тягарем», а навпроти — «гранільною майстернею, у котрій вони стали би кристалом дивовижного блиску». Зважаючи на власний досвід, Петро зі своїми підданими розробив першу в історії Росії програму воєнно-професійної орієнтації юнаків.
Програма воєнно-професійної орієнтації юнаків включала:
1. розвиток фізичної сили і спритності дітей 9 -12 років шляхом ігор на повітрі і гімнастичиних вправ; воєнному устрою не надавалось особливого значення;
2. розвиток у дітях сміливості і підприємливості шляхом включення в ігри деякої долі небезпеки і ризику. Для цього використовували лазання по урвищам, ярам, переходи по хитким мостах, колодах, ігри у розбійників. Під час цієї гри «потішні» дізнавались про сторожову службу, розвідку, досвідом доходили до розуміння того що, «частіше перемагає розум і мистецтво, аніж кількість»;
3. навчались володіти зброєю: не тільки рушничим прийомам, але й умінню стріляти, і колоти. Цар Петро з 12 років вмів стріляти з гармати;
4. ознайомлення «потішних» з воєнною технікою і навчання користуватися нею;
5. вироблення дисципліни, почуття честі і духу товариства;
6. вивчання історії Московського царства, як переможних так і чорних для Московії сторінок історії. Таким чином хотіли виробити почуття патріотизму до Московії. Також детально вивчали сусідів тогочасної Московії. Також дуже старались виробити любов до армії.

Преображенці і семенівці стали передтечею російської гвардії і основою майбутньої регулярної армії Росії. Першій похід був до турецької фортеції Азов вони вийшли 30 квітня 1695 року. Надалі участь в Північній війні дало шанс обом полкам показати свій рівень.
- В пам'ять про Потішні війська в Москві до 1917 року була Потішна набережна (нині - набережна Ганнушкина).
- Дотепер існує Потішна вулиця, розташована на місці Потішного містечка у селі Преображенске, де наприкінці XVII століття жили потішні.
- Є вулиці у память про першого солдата, а також пам'ятник у Москві